# Boridae
Čeleď Boridae je malá skupina brouků bez jakéhokoliv obecného jména, ačkoliv současní autoři je označují jako conifer bark beetles (kůrovce jehličnanů).

## Taxonomie
- podčeleď Borinae C. G. Thomson, 1859
  - rod BorosBoros Herbst, 1797
    - druh Boros schneideri Panzer, 1795
- podčeleď Synercticinae Lawrence & Pollock, 1994